# Tramway de Versailles

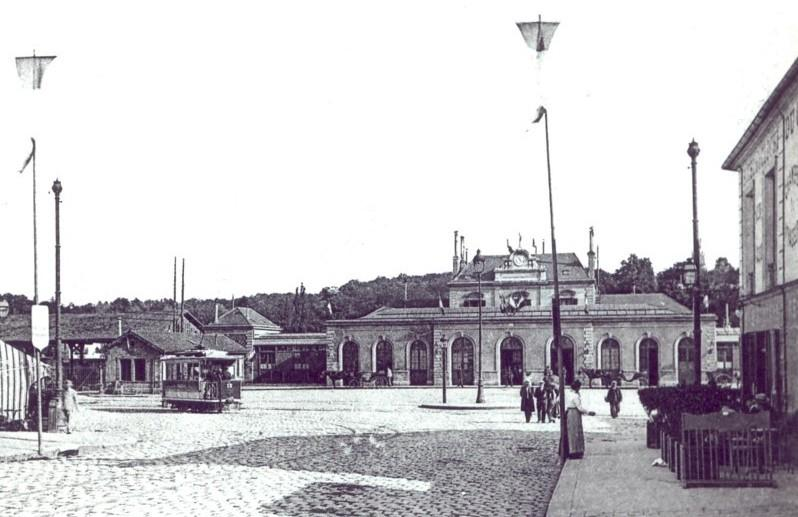
Motrice en état d'origine à la gare des Chantiers.

Les Tramways de Versailles ou Tramways versaillais sont un ancien réseau de tramway à voie normale qui desservit la ville de Versailles dans le département de Seine-et-Oise (France) de 1876 à 1957.

## Le réseau

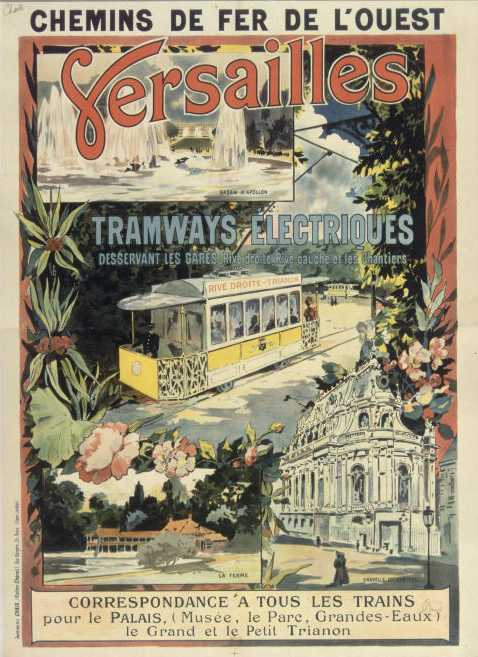
Affiche publicitaire du PO présentant Versailles et son tramway électrique.

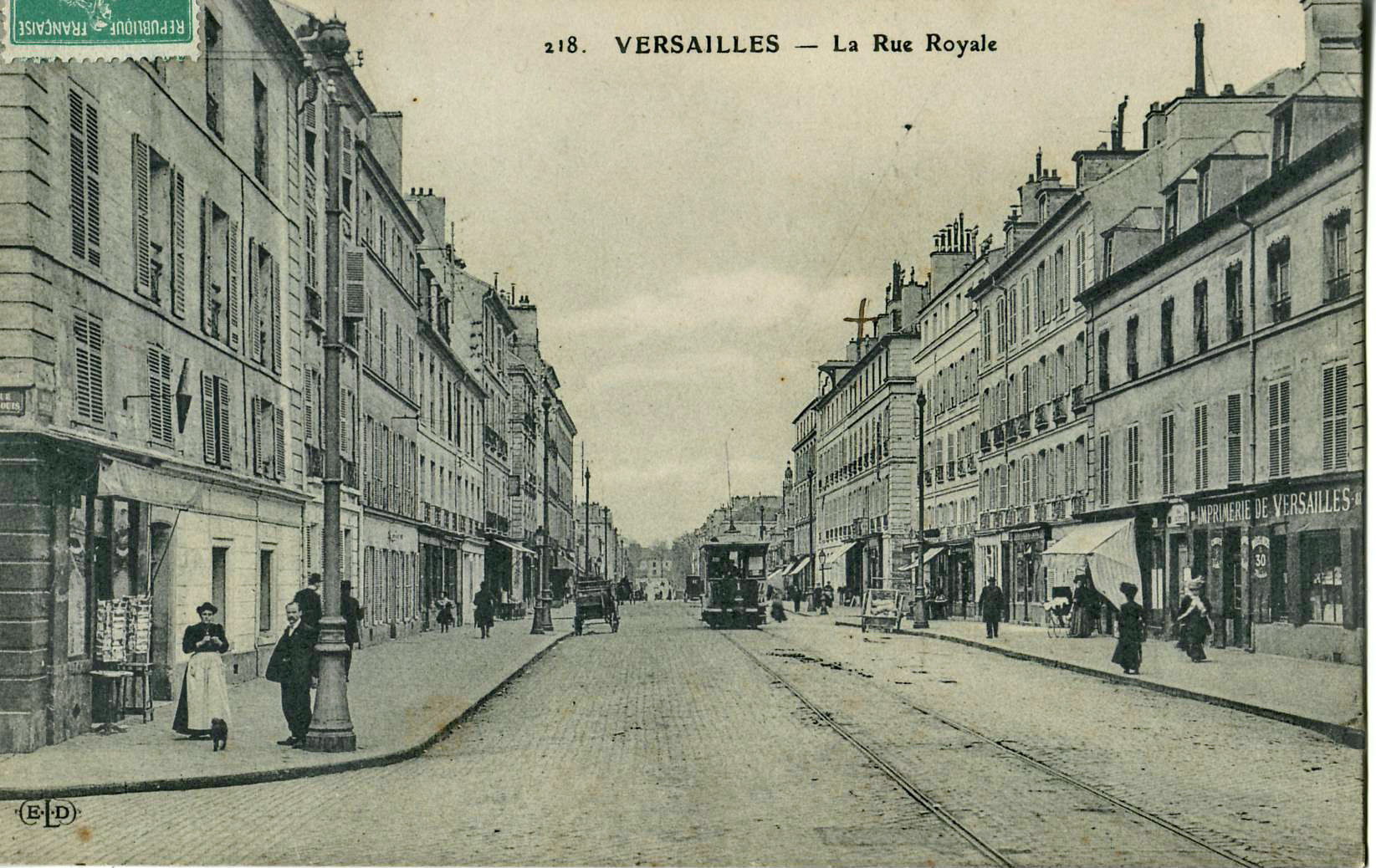
Motrice circulant rue Royale, au début du XX.

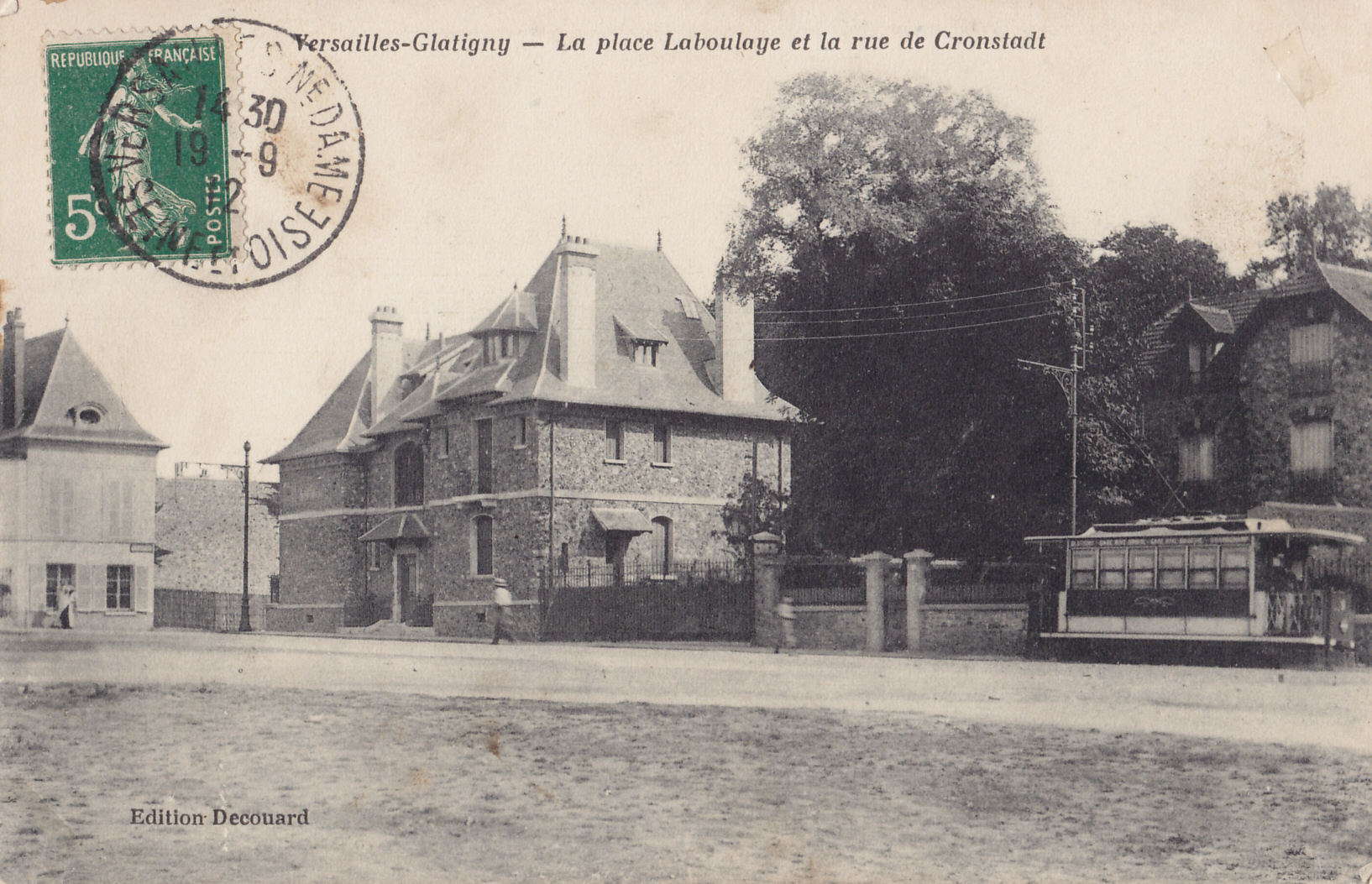
Motrice de la ligne A, à Glatigny, vers 1910.

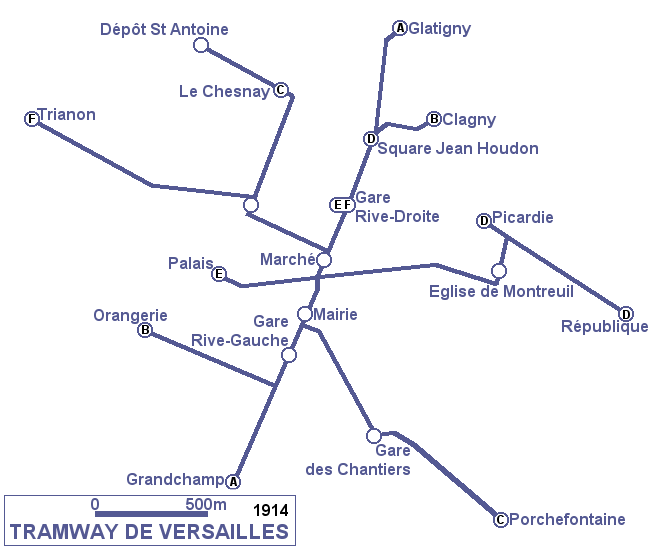
Le réseau en 1914.

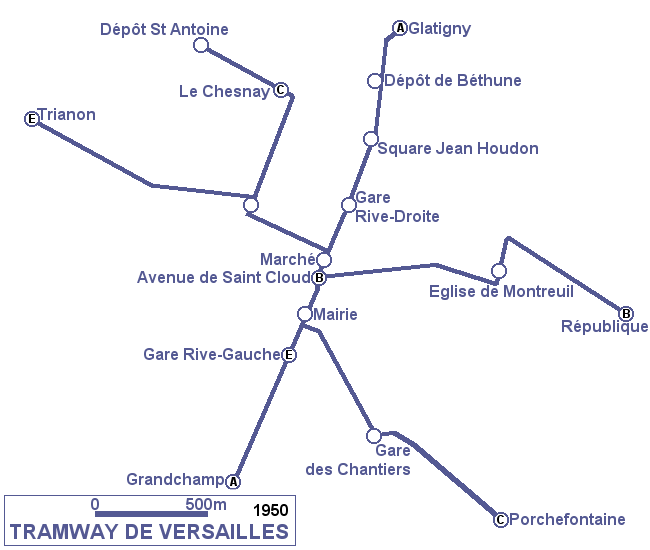
Le réseau en 1950.

En 1857 sont créés des tramways à traction hippique, entre Versailles et Sèvres. Peu rentable, la ligne est reprise par la Compagnie générale des omnibus, qui l'unit avec celle reliant Sèvres et le musée du Louvre (Paris).
À l'échelle communale, des lignes à traction hippomobile font l'objet d'une concession de 40 ans au bénéfice d'Émile et Léon Francq et ouvrent en 1876. Elles relient :
- le square Duplessis à Grandchamp ;
- la gare Rive-Droite au Sénat (Opéra du château) ;
- la gare Rive-Gauche à la Chambre des députés (aile du midi du château).

La première modernisation est l'ouverture le 20 novembre 1889 d'une ligne de tramway à vapeur reliant Saint-Cyr-l'École à Versailles.
La deuxième modernisation vient en octobre 1895, lors de la reprise du réseau par la Société versaillaise de tramways électriques (SVTE), qui électrifie le réseau et commande 29 motrices électriques aux ateliers Postel-Vinay,.
À partir de 1900, le réseau passe de trois à six lignes et dessert :
- ligne A : Glatigny - Grandchamp ;
- ligne B : Clagny - Orangerie ;
- ligne C : Le Chesnay - gare des Chantiers ;
- ligne D : Square Duplessis - Montreuil - Avenue de Picardie ;
- ligne E : gare Rive-Droite - Palais ;
- ligne F : gare Rive-Droite - Trianon (grille des Capucins) ;
- ligne G[4] : gare Rive-Gauche - Saint-Cyr-l'École.

En 1907, la ligne C est prolongée de la gare des Chantiers jusqu'à Porchefontaine et la ligne D jusqu'à l'octroi du boulevard de la République.
En 1937, le 15 juin, la ligne G qui dessert Saint-Cyr-l'École est supprimée et remplacée par un autobus. La ligne B est réduite à une courte section entre Clagny et l'avenue de Saint-Cloud.
Le réseau semble condamné à être remplacé par des autobus ; la guerre ralentit cette transformation. La Seconde Guerre mondiale éclate le 3 septembre 1939 et le tramway devient le seul moyen de transport. La ligne B est remise en service le 1er juillet 1942, avec repose des rails sur l'avenue de Saint-Cloud, jusqu'au rond-point de Montreuil.
Deux sections sont abandonnées le 3 septembre 1939, Clagny - square Jean-Houdon sur la ligne B et boulevard de la Reine - Trianon sur la ligne E. Cette dernière section sera remise en service le 1er mai 1947.
Pendant les années 1950, le réseau est formé des lignes A, B, C et E. Le réseau ferme le 3 mars 1957, à la suite des choix politiques de l'époque. Ce jour-là, est organisée une grande cérémonie regroupant 200 000 habitants, présidée par le maire de Versailles en présence de l'artiste Maurice Chevalier, pour le baptême des autobus de remplacement.
En 2015, les anciennes lignes de tramway appartiennent au réseau de bus Phébus et sont exploitées par la Société versaillaise de transports urbains (SVTU), filiale du groupe Keolis.
En 2022 est créée la ligne 13 du tramway d'Île-de-France, qui passe par Versailles.

## Matériel roulant
Le matériel comprenait :

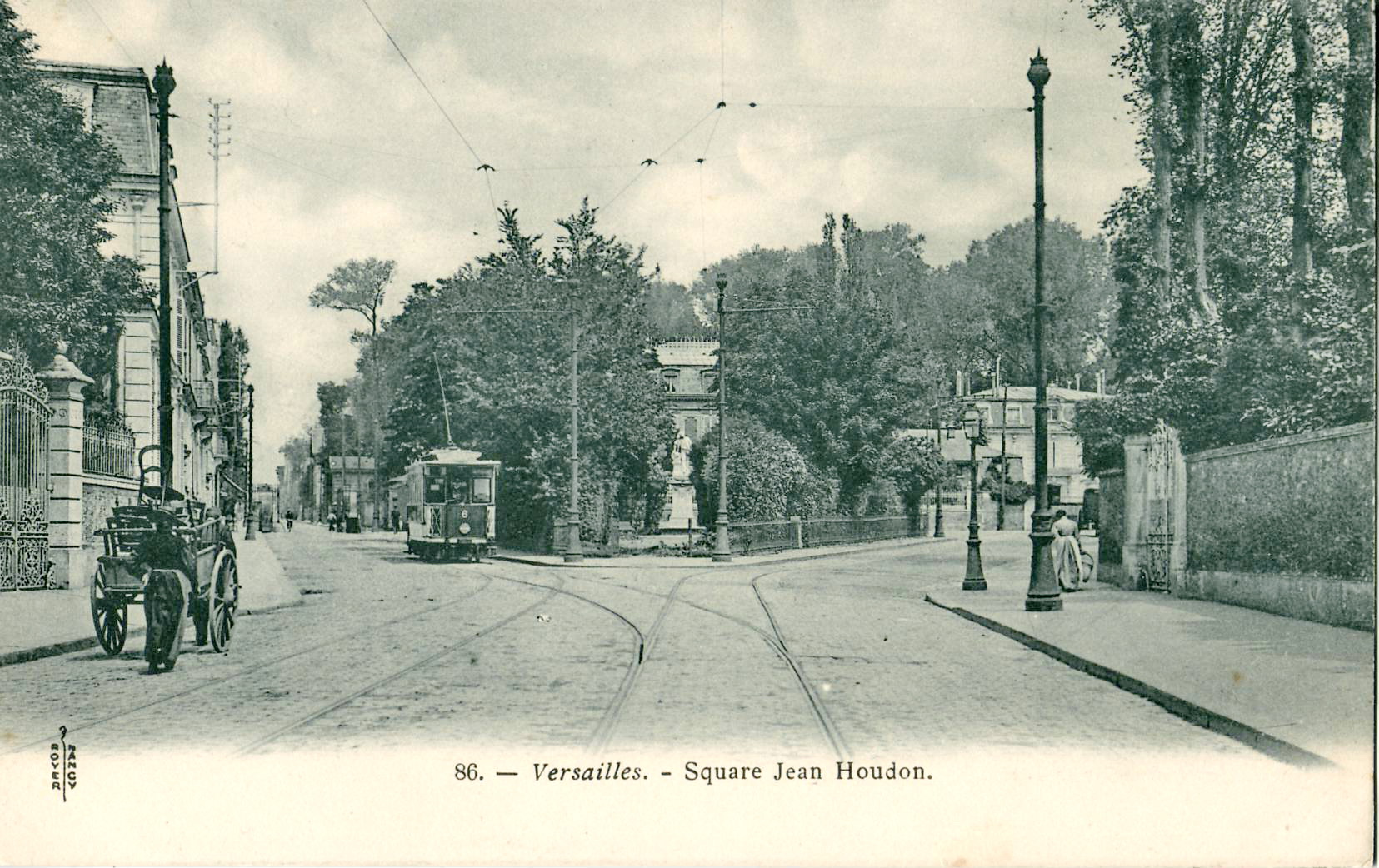
Motrice Postel-Vinay square Jean-Houdon.

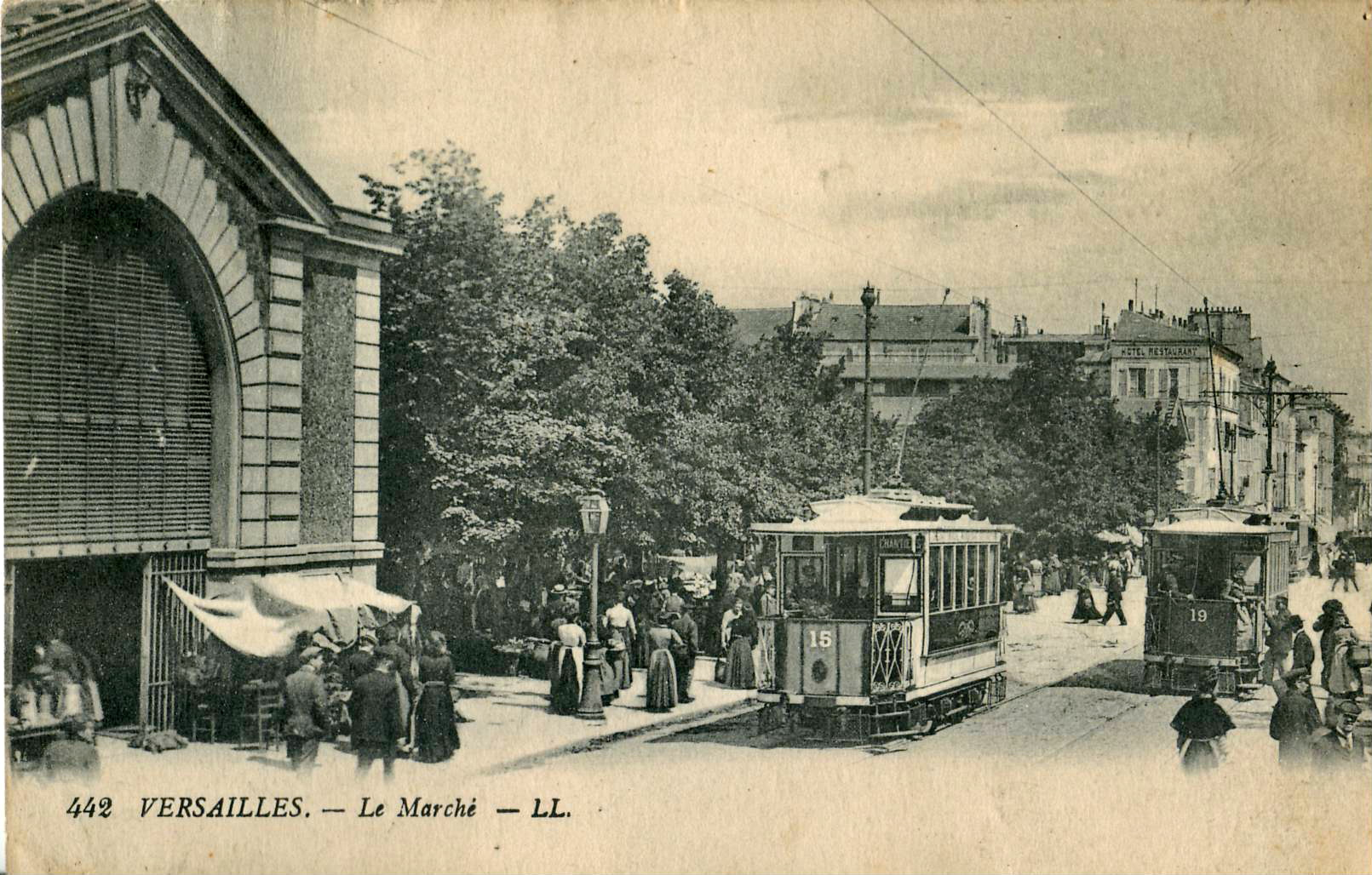
Motrices Postel-Vinay nos 15 et 19 devant le marché.

- 29 motrices électriques Postel-Vinay (1896)[5] nos 1 à 29 ; les motrices, peintes en jaune et blanc avec les plates-formes d'extrémité ouvertes, étaient conduites par un wattman, tandis qu'un receveur se chargeait des tickets, de la perche et des aiguillages ; elles furent modernisées après la Première Guerre mondiale avec la fermeture des plates-formes et le remplacement des moteurs par un plus puissant ;
- 2 motrices Carde à impériale (1908), nos 51 à 52 ;
- 4 motrices grande capacité (1927), nos 53 à 56, capables de recevoir 55 passagers assis ;
- 1 motrice Satramo moderne (1930), no 57 ;
- 4 remorques à essieux, ouvertes, construites en 1923, classées A à D ;
- 5 remorques à bogies, fermées, construites en 1923, classées A à E (anciennes voitures du tramway Versailles - Saint-Cyr) ;
- 1 remorque à essieux, fermée, construite en 1923, classée F (ancienne voiture du tramway Versailles - Saint-Cyr).

## Matériel transformé
Le matériel transformé comprenait :

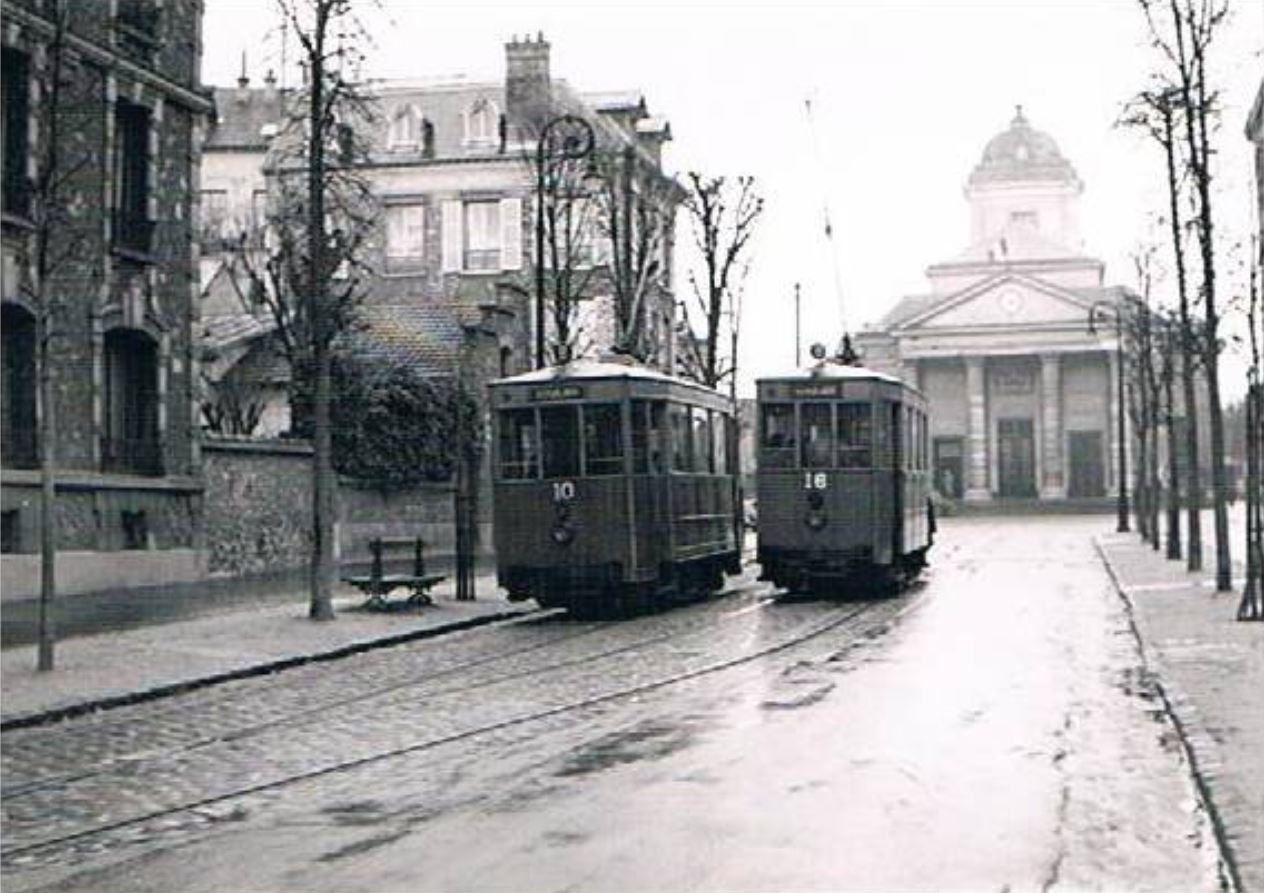
Motrices N°10 et 16 transformées en 1933 à l'église de Montreuil.

- 9 motrices Postel-Vinay (transformation en 1922), renumérotées 1 à 9 ;
- 11 motrices Postel-Vinay (transformation en 1933), renumérotées 10 à 20 ;
- 4 remorques à essieux ouvertes, construites en 1923, classées A à D ;
- 2 remorques à bogies fermées, construites en 1923, classées E à F (reconstruction d'anciennes voitures du tramway Versailles - Saint-Cyr).

Les tramways furent repeints dans les années 1940 en livrée bleu (sous la ceinture de caisse) et gris clair (au-dessus).

## Préservation

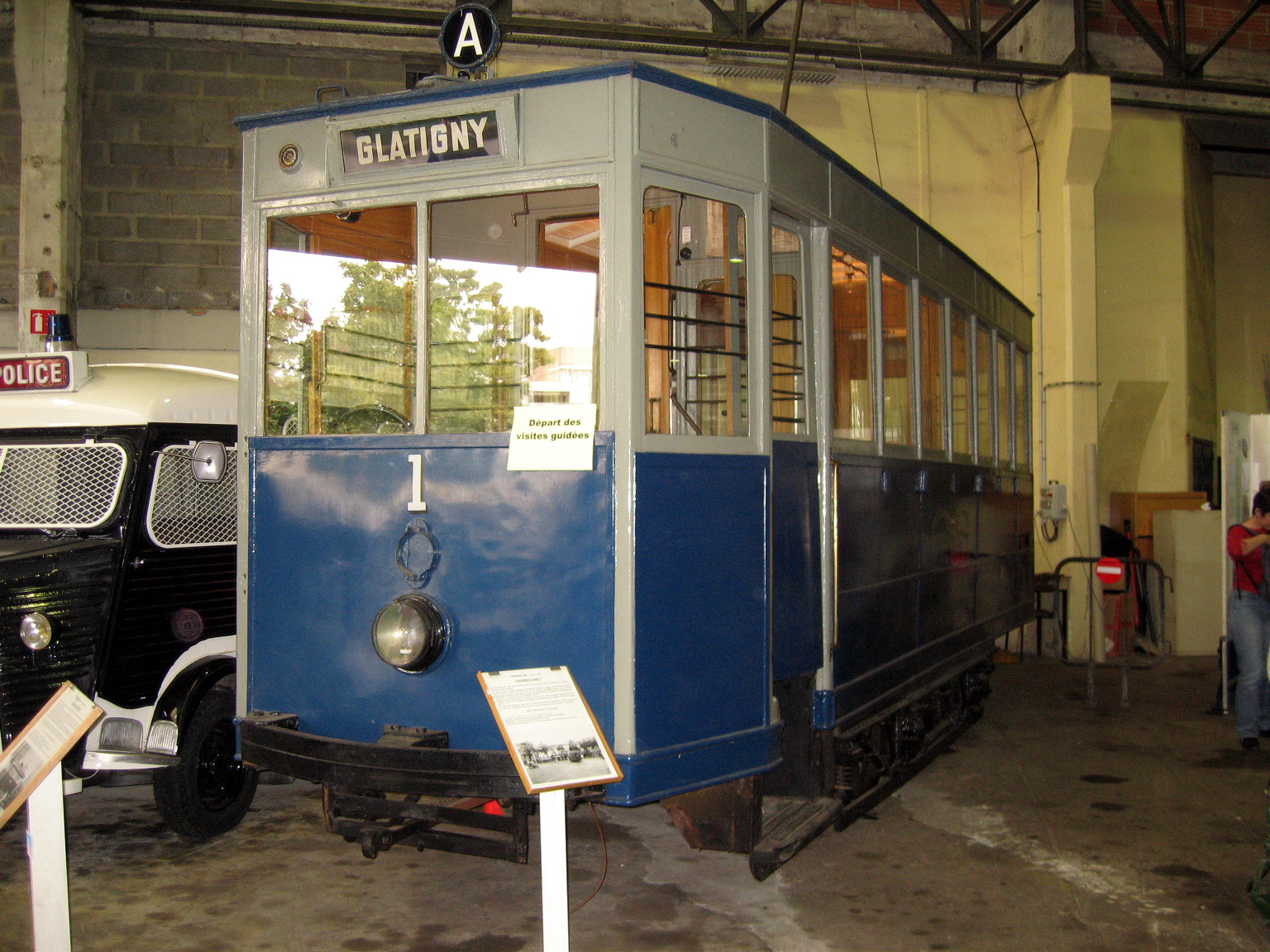
Un tramway préservé par l'AMTUIR.

En 1957 est créée l'Association du musée des transports urbains, interurbains et ruraux (AMTUIR).
Le matériel préservé comprend :
- une motrice Postel-Vinay (transformation en 1922), no 1, préservée par l'AMTUIR ;
- la motrice Postel-Vinay (transformation en 1933), no 19, préservée par l'AMTUIR et présentée par le chemin de fer de l'Allier à Montmarault depuis le 8 avril 2015.

## Sources